# Xã Lake, Quận Kosciusko, Indiana
Xã Lake (tiếng Anh: Lake Township) là một xã thuộc quận Kosciusko, tiểu bang Indiana, Hoa Kỳ. Năm 2010, dân số của xã này là 1.588 người.